# Chilworth (Surrey)
Chilworth – wieś w Anglii, w hrabstwie Surrey, w dystrykcie Guildford. Leży 44 km na południowy zachód od centrum Londynu.